# فيليب جيرارد
فيليب جيرارد هو لاعب كرة القدم الكندية كندي، ولد في 10 ديسمبر 1973 في مونتريال في كندا.

## وصلات خارجية
- فيليب جيرارد على موقع JustSportsStats.com (الإنجليزية)